# 합동 (기하학)

왼쪽 두 도형은 합동이고, 왼쪽 세번째도형은 닮음이다. 마지막 도형은 나머지와 닮음도 합동도 아니다.

기하학에서 합동(合同, Congruence)은 두 도형이 모양과 크기가 같음을 나타내는 관계이다. 즉, 두 도형을 점집합으로 생각할 때, 하나에 어떤 등거리 변환에 대한 상을 취하여 다른 하나를 얻을 수 있다면, 두 도형이 합동이라고 한다. 서로 합동인 도형은 서로 닮음이다. 그러나 그 역은 일반적으로 성립하지 않는다.

## 정의
등거리 변환은 두 점 사이의 거리를 보존하는 변환이다.
유클리드 공간 {\displaystyle \mathbb {R} ^{n}}의 두 도형 {\displaystyle M,N\subseteq \mathbb {R} ^{n}}이 다음 조건을 만족시키면, {\displaystyle M,N}이 합동이라고 한다.
- {\displaystyle N=I(M)}인 등거리 변환 {\displaystyle I\colon \mathbb {R} ^{n}\to \mathbb {R} ^{n}}이 존재한다.

도형의 합동은 동치 관계를 이룬다. 도형의 합동은 닮음에서 닮음비가 1인 특수한 경우다.

## 성질

### 삼각형의 합동

평면 삼각형은 합동 조건 SAS, ASA, AAS를 갖지만, 합동 조건 SSA를 갖지 않는다.

두 삼각형이 합동이라면, 이 두 삼각형의 세 쌍의 변(의 길이) 및 세 쌍의 각(의 크기)은 각각 같다. 각 쌍의 변을 대응변(對應邊, 영어: corresponding sides)이라고 하며, 각 쌍의 각을 대응각(對應角, 영어: corresponding angles)이라고 한다.
삼각형 {\displaystyle ABC}와 삼각형 {\displaystyle DEF}의 합동은 기호로 다음과 같이 나타낸다.
{\displaystyle \triangle ABC\cong \triangle DEF}
단, 같은 위치의 {\displaystyle A}와 {\displaystyle D}, {\displaystyle B}와 {\displaystyle E}, {\displaystyle C}와 {\displaystyle F}는 대응점이어야 한다.:5
두 삼각형 {\displaystyle ABC,DEF}가 합동일 몇 가지 충분 조건은 다음과 같다.
- SSS(변변변): 만약 {\displaystyle AB=DE}, {\displaystyle AC=DF}, {\displaystyle BC=EF}라면, {\displaystyle \triangle ABC\cong \triangle DEF}이다. 즉, 두 삼각형의 세 쌍의 대응변이 각각 같다면, 두 삼각형은 합동이다.
- SAS(변각변): 만약 {\displaystyle AB=DE}, {\displaystyle AC=DF}, {\displaystyle \angle A=\angle D}라면, {\displaystyle \triangle ABC\cong \triangle DEF}이다. 즉, 두 삼각형의 두 쌍의 대응변 및 그 사잇각이 각각 같다면, 두 삼각형은 합동이다.
- ASA(각변각): 만약 {\displaystyle \angle A=\angle D}, {\displaystyle \angle B=\angle E}, {\displaystyle AB=DE}라면, {\displaystyle \triangle ABC\cong \triangle DEF}이다. 즉, 두 삼각형의 두 쌍의 대응각 및 그 공공변이 각각 같다면, 두 삼각형은 합동이다.
- AAS(각각변): 만약 {\displaystyle \angle A=\angle D}, {\displaystyle \angle B=\angle E}, {\displaystyle BC=EF}라면, {\displaystyle \triangle ABC\cong \triangle DEF}이다. 즉, 두 삼각형의 두 쌍의 대응각 및 그 공공변이 아닌 변이 각각 같다면, 두 삼각형은 합동이다.
- RHS: 만약 {\displaystyle \angle C=\angle F=90^{\circ }}, {\displaystyle AB=DE}, {\displaystyle AC=DF}라면, {\displaystyle \triangle ABC\cong \triangle DEF}이다. 즉, 두 직각 삼각형의 빗변과 한 직각변이 각각 같다면, 두 직각 삼각형은 합동이다.
- RHA: 만약 {\displaystyle \angle C=\angle F=90^{\circ }}, {\displaystyle AB=DE}, {\displaystyle \angle B=\angle E}라면, {\displaystyle \triangle ABC\cong \triangle DEF}이다. 즉, 두 직각 삼각형의 빗변과 한 예각이 각각 같다면, 두 직각 삼각형은 합동이다.

그러나, 다음 조건 가운데 하나를 만족시키는 두 삼각형 {\displaystyle ABC,DEF}는 합동일 필요가 없다.
- SSA(변변각): 만약 {\displaystyle AB=DE}, {\displaystyle BC=EF}, {\displaystyle \angle C=\angle F}이더라도, {\displaystyle \triangle ABC\ncong \triangle DEF}일 수 있다. 즉, 두 쌍의 대응변 및 그 사잇각이 아닌 한 쌍의 각이 같더라도, 두 삼각형은 합동이 아닐 수 있다. 다만, 이 각이 직각일 경우, RHS에 따라 합동이다.
- AAA(각각각): 만약 {\displaystyle \angle A=\angle D}, {\displaystyle \angle B=\angle E}, {\displaystyle \angle C=\angle F}이더라도, {\displaystyle \triangle ABC\ncong \triangle DEF}일 수 있다. 즉, 세 쌍의 대응각기 같더라도, 두 삼각형은 합동이 아닐 수 있다. 다만 이 경우 두 삼각형은 서로 닮음이다.

## 구면기하학의 경우
평면 삼각형과 달리, 구면 삼각형은 합동 조건 AA를 가지며, 합동 조건 AAS를 갖지 않는다.

## 같이 보기
- 평면의 등거리변환
- 등거리변환